# Mehdi Jomaa
Mehdi Jomaa (en árabe: مهدي جمعة‎)-(n. Mahdia, Túnez, 21 de abril de 1962) es un político e ingeniero tunecino.
Tras licenciarse estuvo trabajando la mayor parte de su carrera profesional en las empresas francesas Hutchinson S.A. y Total S.A., en 2009 fue parte de la dirección de seis filiales en numerosos países.
Posteriormente el primer ministro Hamadi Yebali le pidió formar parte de su gobierno la cual entró en política como independiente, el 13 de marzo de 2013 fue nombrado por Ali Laarayedh como ministro de Industria.
Posteriormente tras la nueva remodelación del gobierno el 14 de diciembre, fue elegido el 13.er primer ministro de Túnez.

## Biografía
Nacido en la ciudad tunecina de Mahdia el 21 de abril del año 1962.
Años más tarde tras graduarse en secundaria pasó a realizar sus estudios universitarios licenciándose en ingeniería en el año 1988 por la Escuela Nacional de Ingenieros de Túnez y también obtuvo un diploma de estudios avanzados sobre mecánica, cálculo y modelación de estructuras.
Al finalizar sus estudios, comenzó trabajando como ingeniero en las empresas francesas Hutchinson S.A. y también Total S.A., donde pasó numerosos años trabajando.
Luego en 2009, se convirtió en director general de la división aeroespacial y de defensa, miembro de la comisión ejecutiva y supervisor de seis filiales de Francia, Estados Unidos, la India y su país natal Túnez.

### Carrera política
Posteriormente el primer ministro tunecino Hamadi Yebali le pidió a Mehdi Jomaa que pasara a formar parte de su gobierno, la cual aceptó y abandonó su carrera profesional en la ingeniería para entrar en el mundo de la política pero como independiente sin pertenecer a ningún partido político.
El día 13 de marzo de 2013, fue nombrado por el primer ministro Ali Laarayedh como ministro de Industria en sucesión de anterior Mohamed Lamine Chakhari y en coalición independiente liderada por el Partido del Renacimiento (Ennahda).
El día 14 de diciembre de 2013, tras firmarse un acuerdo en el marco del diálogo nacional entre los gobernantes y la oposición eligieron a Mehdi Jomaa como nuevo 13.er primer ministro de Túnez interino, hasta las próximas elecciones generales, sucediendo a Ali Laarayedh en el cargo. El 6 de febrero de 2015 presenta su dimisión y es sustituido por Habib Essid.